# Maxmilián
Maxmilián (nebo také Maxmilian) je mužské křestní jméno latinského původu. Bylo údajně uměle vytvořeno roku 1459, kdy jej použil Fridrich III. Habsburský pro svého syna Maxmiliána I. Jméno bylo vytvořeno spojením jmen dvou slavných Římanů – Fabius Maximus (kdy maximus znamená největší) a Scipio Aemilianus (kdy aemilius znamená prchlivý, horlivý nebo následovník). Podle českého kalendáře má svátek 29. května.
Nepříliš častá ženská podoba tohoto jména je Maxmiliána.

## Domácké podoby
Mezi domácké podoby jména Maxmilián patří Max, Maxík, Maxmiliánek.

## Statistické údaje
Následující tabulka uvádí četnost jména v ČR a pořadí mezi mužskými jmény ve srovnání dvou roků, pro které jsou dostupné údaje MV ČR – lze z ní tedy vysledovat trend v užívání tohoto jména:
| Rok       | Četnost     | Pořadí   |
| 1999      | 506         | 214.     |
| 2002      | 506         | 212.     |
| Porovnání | žádná změna | o 2 lépe |
| 2006      | 720         | 206.     |
| 2016      | 2268        | 301.     |

Změna procentního zastoupení tohoto jména mezi žijícími muži v ČR (tj. procentní změna se započítáním celkového úbytku mužů v ČR za sledované tři roky 1999–2002) je +0,7%. Fakt, že ačkoliv v absolutních číslech je toto jméno beze změny, v procentním zastoupení zaznamenalo nárůst, je způsoben celkovým úbytkem mužů v ČR za sledované období.

## Známí nositelé jména

### Habsburkové
- Maximilián I. Habsburský (1459–1519) – římský císař
- Maxmilián II. Habsburský (1527–1576) – římský císař, český a uherský král
- Maxmilián III. Habsburský (1558–1618) – velmistr Německých rytířů
- Maxmilián I. Mexický (1832–1867) – císař mexický

### Bavorští Wittelsbachové
- Maxmilián I. Bavorský (1573–1651) – bavorský vévoda
- Maxmilián II. Emanuel (1662–1726) – bavorský vévoda
- Maxmilián I. Josef (1756–1825) – bavorský král a kurfiřt, děd rakouské císařovny Alžběty Bavorské (zvané Sissi)
- Maxmilián Josef Bavorský (1808–1888) – bavorský vévoda, otec rakouské císařovny Alžběty Bavorské (zvané Sissi)
- Maxmilián Emanuel Bavorský – bavorský vévoda, bratr rakouské císařovny Alžběty Bavorské (zvané Sissi)
- Maximián – římský císař

### Světci a mučedníci
- Maxmilián Kolbe – polský římskokatolický kněz a minorita, teolog a misionář

### Další
- Maxmilián z Hamiltonu (1714–1776) – biskup olomoucký
- Maximilien Robespierre (1758–1794) – francouzský politik
- Jaroslav Maxmilián Kašparů (* 1950) – český psychiatr, pedagog, diakon a esperantista
- Maxmilián Hošťálek z Javořice (1564–1621) – Jeden ze Staroměstské exekuce. 21. června byl na Staroměstském náměstí popraven.
- Maxmilián Dráp – postava z Rychlých šípů